# Antonio González Velázquez
Antonio González Velázquez (Madrid, 1723-1793) fue un pintor español.

## Biografía
Hijo del escultor Pablo González Velázquez y hermano menor de los también artistas Luis y Alejandro González Velázquez, con quienes colaboró en la realización de las pinturas murales de la bóveda y cúpula de la iglesia de las Salesas Reales de Madrid, en 1747 marchó a Roma para completar su formación como pintor gracias a una beca de la Real Academia de Bellas Artes de San Fernando bajo el magisterio de Corrado Giaquinto. Al año siguiente realizó los frescos de la Iglesia de la Santísima Trinidad de los Españoles. De este periodo la Academia conserva un lienzo La unción de David por Samuel que fue enviado desde Roma en 1749 como ejemplo de su aprendizaje, en él se percibe el influjo clasicista de su maestro.
En 1752 regresó a España y un año después colaboró en la pintura de los muros de la iglesia del Real Monasterio de la Encarnación de Madrid y de la cúpula sobre la capilla de la Basílica del Pilar de Zaragoza. Su prestigio aumentó hasta el punto de ser nombrado pintor de corte en 1757, a consecuencia de lo cual participó en la decoración del Palacio Real de Madrid con una pintura alegórica en el techo de la antecámara de la Reina. No mucho después, en 1765, fue ascendido al cargo de director de la Academia de San Fernando. 
Trabajó el resto de su vida junto con Francisco Bayeu y otros pintores en la elaboración de cartones para la Real Fábrica de Tapices bajo la dirección de Anton Raphael Mengs. Fue padre del también pintor Zacarías González Velázquez y del arquitecto Isidro González Velázquez.
En cuanto a su obra, es posible encontrarla en museos españoles como el Museo de León o el de Zaragoza. Bajo titularidad del Museo del Prado se conserva una parte de una subserie de cartones para tapices con tema militar y de galantería, los cuales se encuentran dispersos en diferentes instituciones.  El Museo Cerralbo conserva dos curiosos lienzos en pequeño formato, bocetos de obras que no llegaron a concretarse, en el primero Alegoría de la creación de la Orden del Toisón de Oro y en el segundo la Alegoría de la creación de la Orden de Carlos III.

## Galería

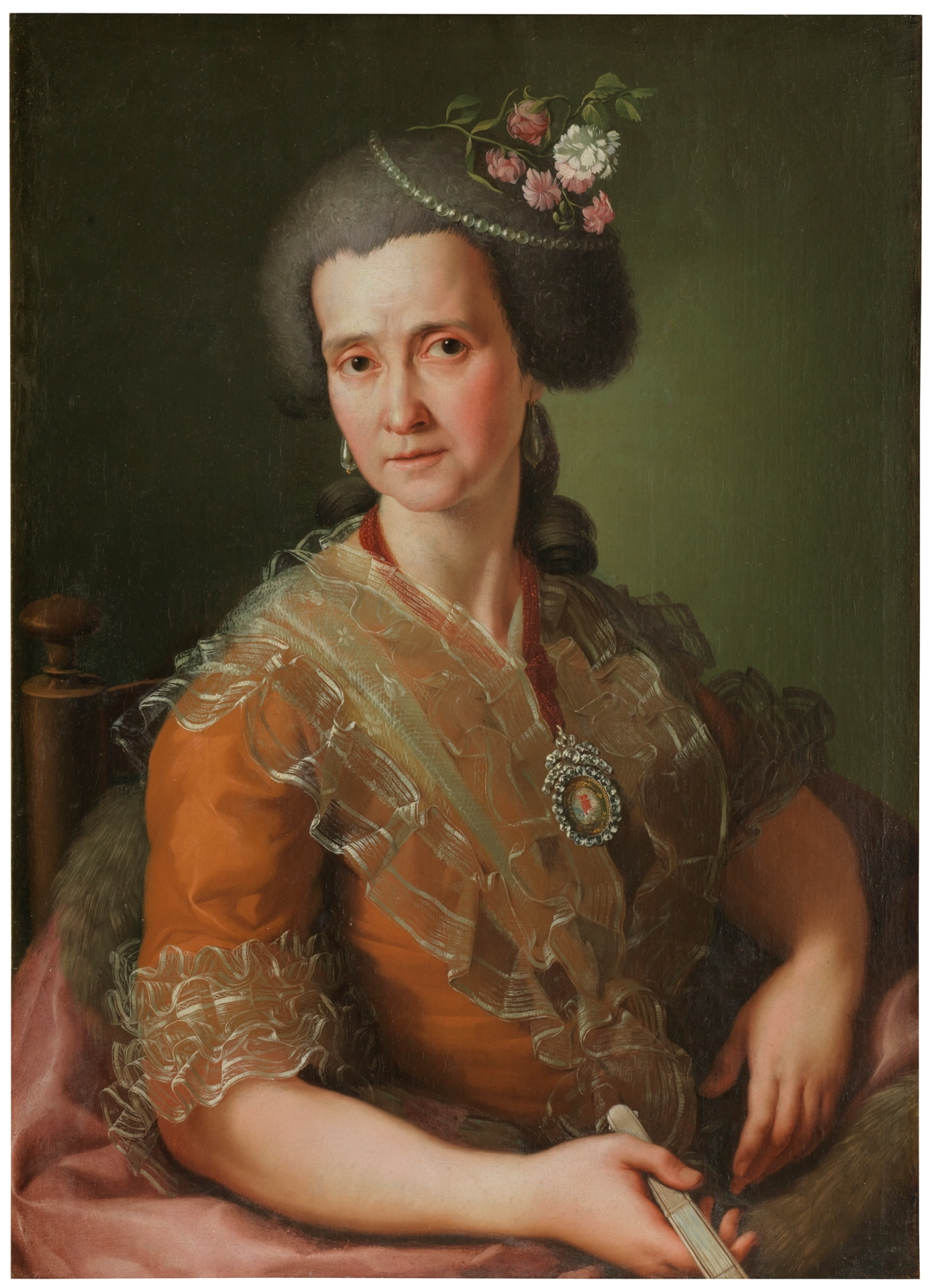
Retrato de Manuela Tolosa y Abylio, esposa del pintor, 1777
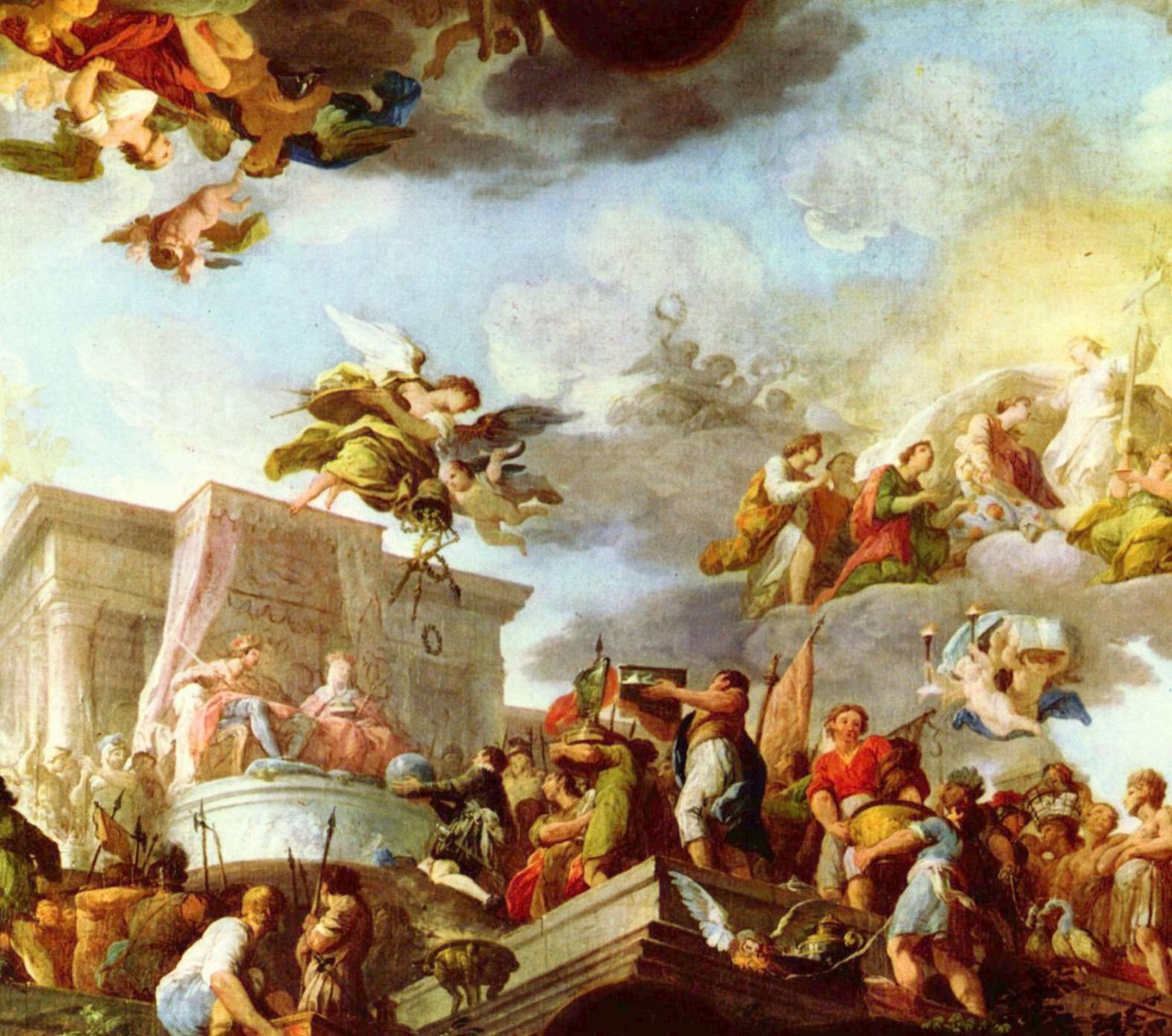
Cristóbal Colón presenta el Nuevo Mundo a sus Majestades Católicas
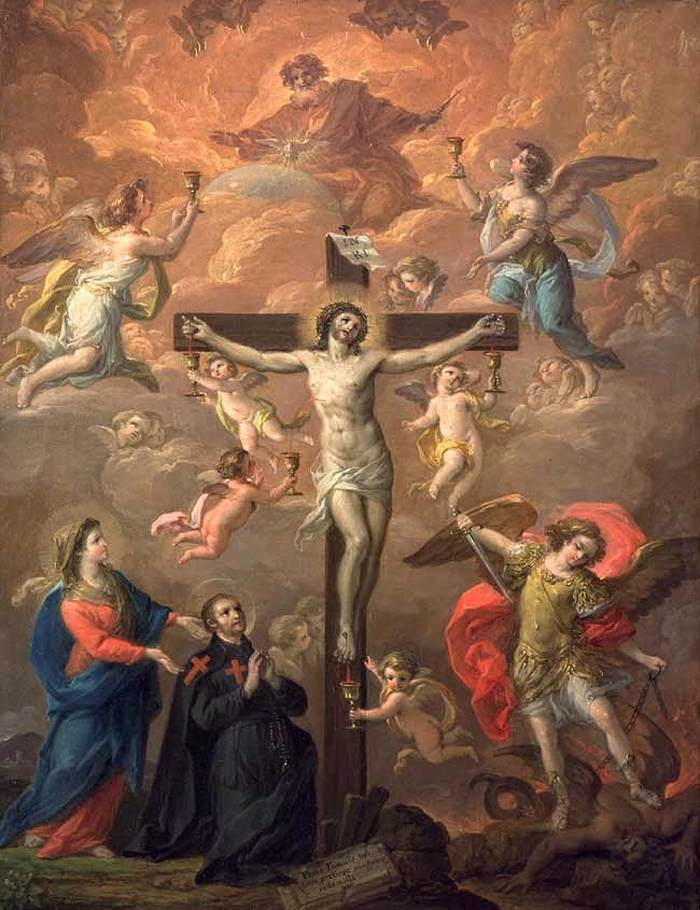
Cristo crucificado
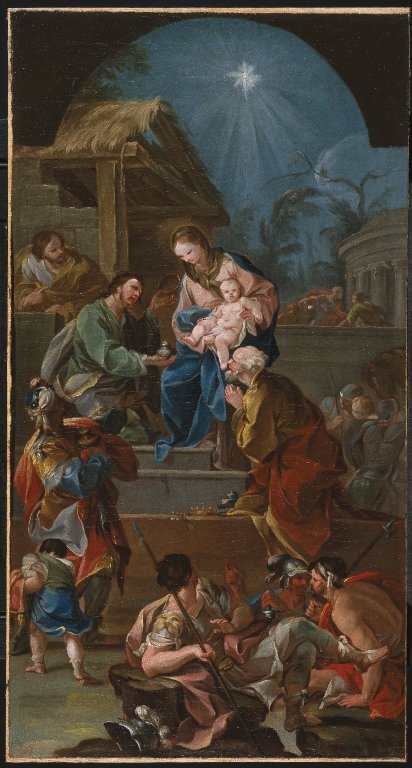
Adoración de los Magos
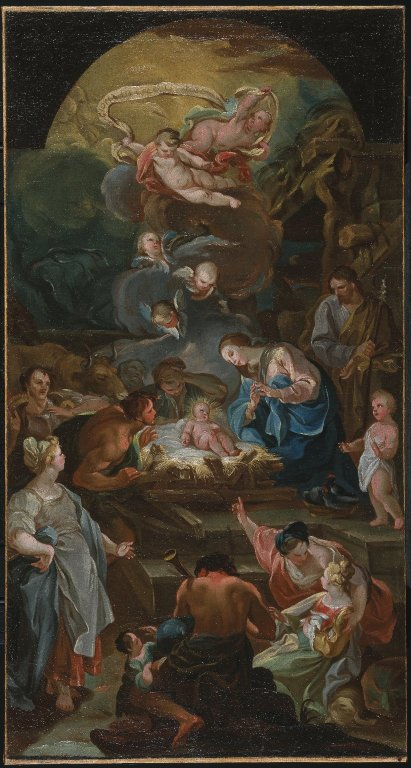
Adoración de los pastores